# Zethenia inaccepta
Zethenia inaccepta är en fjärilsart som beskrevs av Louis Beethoven Prout 1915. Zethenia inaccepta ingår i släktet Zethenia och familjen mätare. Inga underarter finns listade i Catalogue of Life.